# Liceum Morskie w Szczecinie

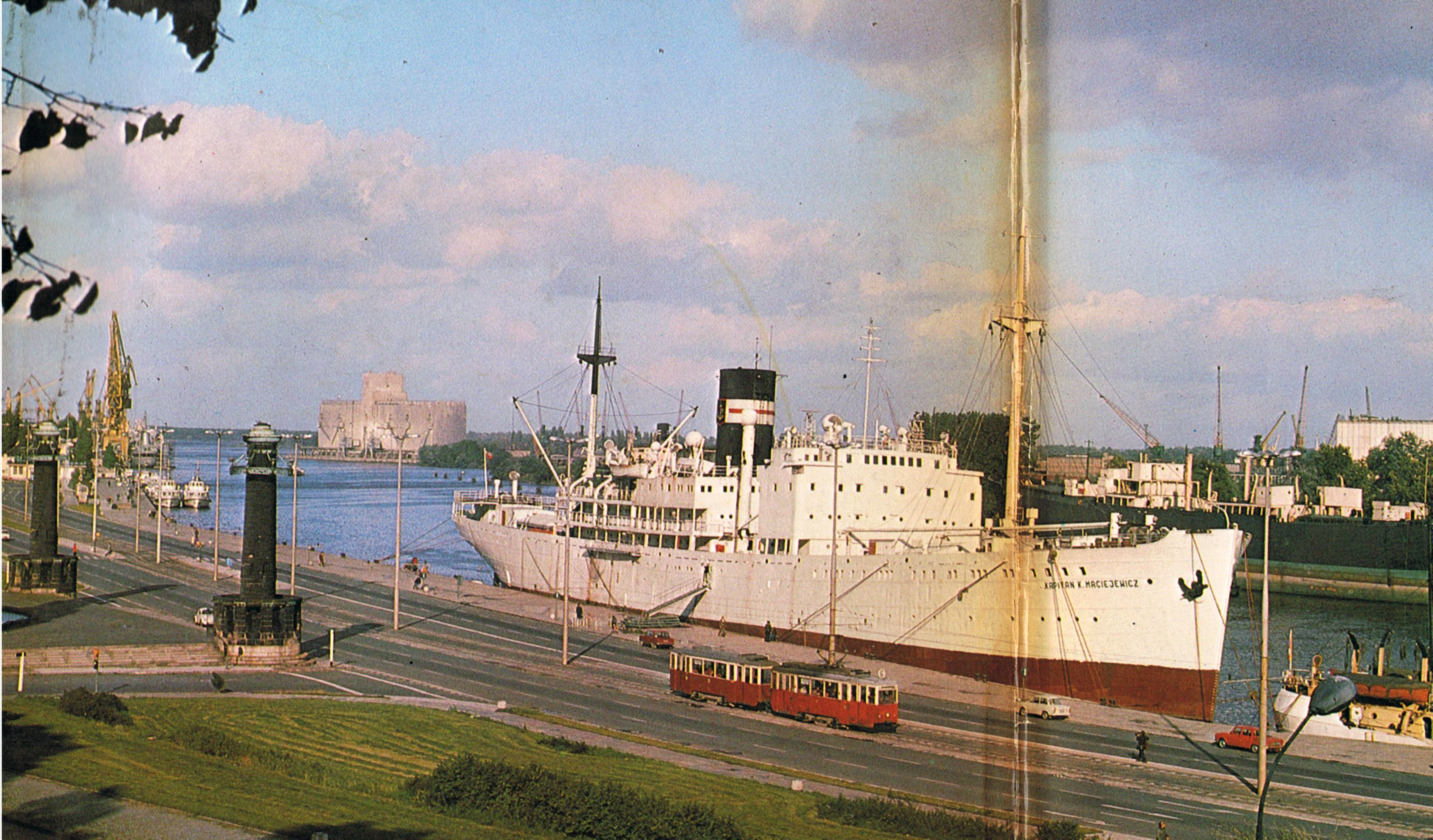
SS Kapitan K. Maciejewicz – siedziba Liceum Morskiego

Liceum Morskie w Szczecinie – nieistniejąca już szkoła pod patronatem Polskiej Żeglugi Morskiej, kształcąca średnią kadrę dla potrzeb tego armatora.
Mieściła się na białym statku przycumowanym u stóp Wałów Chrobrego. Jednostka ta, z wypisanymi na kadłubie słowami „Liceum Morskie”, a na dziobie nazwą „Kapitan K. Maciejewicz”, była charakterystyczną wizytówką Szczecina. Liceum Morskie w pierwotnej lokalizacji działało do roku 1982, a następnie zostało przeniesione do budynków szkolnych znajdujących się w Policach.
Bliźniacze Liceum Morskie w Gdyni istniało w tym samym czasie na MS Edward Dembowski.

## Historia szkoły
Powołana została decyzją ministra żeglugi z 20 sierpnia 1973 r. Podniesiono wtedy rangę szkoły (było to już po egzaminach), z zasadniczej do liceum, przedłużając okres nauczania o jeden rok. Ta nagła zmiana została dokonana zgodnie z bliską perspektywą utworzenia powszechnych 10-letnich szkół średnich w Polsce. Przedłużenie nauki o jeden rok pozwoliło uczniom lepiej przygotować się do zawodu o dwu specjalnościach (marynarza-motorzysty), zgodnie z wymaganiami INCO oraz w większym wymiarze przyswoić wiedzę ogólną, niezbędną do uzyskania świadectwa dojrzałości. PŻM opłacała wydatki rzeczowe, a Kuratorium Oświaty i Wychowania ponosiło koszty płac nauczycieli. Liceum Morskie było szkołą mundurową. Każdy uczeń, nie tylko pochodzący spoza Szczecina, ale mieszkający na miejscu siedziby szkoły, miał obowiązek przebywania w internacie. Zakwaterowanie i umundurowanie było bezpłatne, a uczniowie niezamożni, ale osiągający pozytywne wyniki w nauce, otrzymywali stypendium. Każdy uczeń podlegał regulaminowi szkolno-okrętowemu. Ten półwojskowy charakter szkoły miał wpływ na decyzję Ministra Obrony Narodowej o skróceniu służby absolwentów szkoły w Marynarce Wojennej z 3 do 2 lat. Głównym organizatorem szkoły szczecińskiej był kpt. ż. w. Zbigniew Szymański – żeglarz, wychowawca oficerów Polskiej Marynarki Handlowej, organizator szkolnictwa morskiego w Szczecinie. Pierwszym dyrektorem i współorganizatorem Liceum Morskiego w Szczecinie został mianowany uczeń legendarnego Konstantego Maciejewicza – kpt.ż.w. Andrzej Huza.

## Historia statku – siedziby szkoły
SS Kapitan K. Maciejewicz (nośność 9,6 tys. DTW, długość 150,5 m, szerokość – 18,65 m, napęd parowy) został zbudowany w 1929 r. w stoczni Bremer Vulkan w Bremie dla francuskiego armatora Compagnie Générale Transatlantique.
W latach 1930–1951 pod nazwą SS Wisconsin pełnił funkcję drobnicowca na linii Nowy Jork – Hawr i do portów Zatoki Meksykańskiej.
Zakupiony w 1951 r. przez Polskie Linie Oceaniczne został przemianowany na SS Fryderyk Chopin.
Po trzech latach przejęty przez Dalekomorskie Bazy Rybackie w Szczecinie, już pod nazwą SS Kaszuby, służył jako statek-baza do 1973 r.

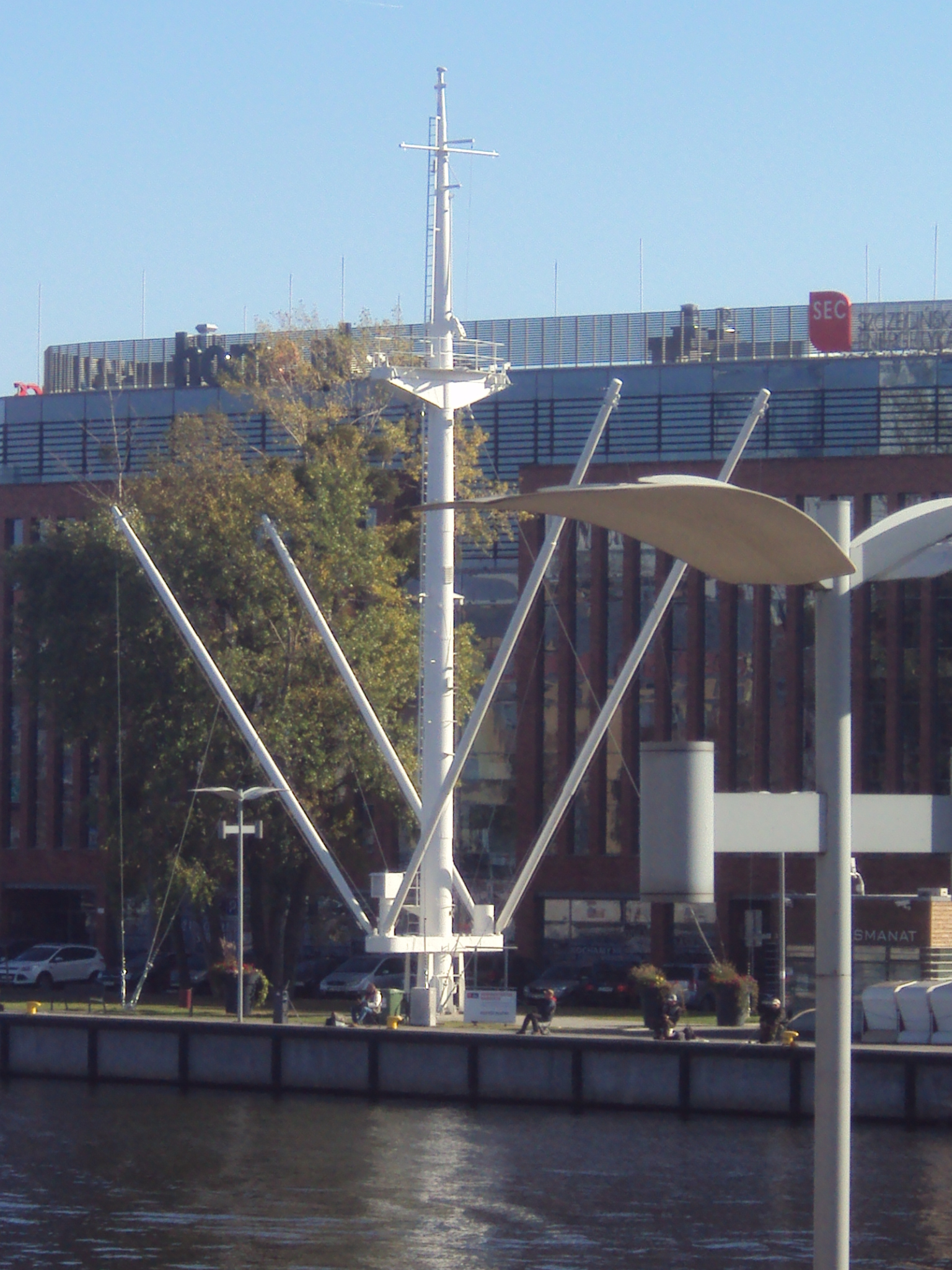
Maszt ze statku „Konstanty Maciejewicz” ustawiony na Bulwarze Gdyńskim na szczecińskiej Łasztowni

Jego ostatnia rola to siedziba Liceum Morskiego w Szczecinie, spowodowana potrzebą rozwoju szkolnictwa morskiego i brakiem budynku na lądzie w momencie powstawania szkoły.
Po adaptacji, na statku znajdowało się 7 izb lekcyjnych, aula, sala kinowa, trzy pomieszczenia warsztatowe i kuchnia z 3 mesami. W 57 kabinach mogło mieszkać 247 uczniów, nie licząc pomieszczeń załogowych i administracyjnych.
Lokalizacja szkoły na statku miała zalety i wady. Pozytywną cechą było codzienne wdrażanie młodzieży do dyscypliny i porządku morskiego, przyzwyczajanie do służb okrętowych i uczenie się w warunkach ciągłego przebywania na statku, wśród kolegów i przełożonych. Ujemną był brak odpowiedniej powierzchni rekreacyjnej, przechyły, ciasnota, niezbyt sprawne urządzenia, sztuczne światło i trudności w regulowaniu ciepła w pomieszczeniach. Jednak z braku budynku na lądzie w momencie powstawania szkoły, nie było innego wyjścia, jak przystosować stary parowiec do potrzeb przyszłych marynarzy. Był on symbolem morskiego Szczecina. Przez 8 lat budził zainteresowanie rzeszy turystów, czego dowodem były m.in. wizyty i wpisy do „Księgi Pamiątkowej”.
W 1982 r. w związku z dużymi kosztami utrzymania statku-szkoły, Liceum Morskie zostało przeniesione do Polic na ul. Traugutta 4, w miejsce przebudowanej dawnej zasadniczej szkoły samochodowej.
Wielu sympatyków szkoły żałowało jednak że przeniesienie Liceum Morskiego oddaliło je od portu i armatora, a statek-szkoła, który wrósł na dobre w morski pejzaż Szczecina, zniknął z nabrzeża przy Wałach Chrobrego. Został sprzedany do stoczni złomowej w Szwecji a jego maszt przeniesiono na pas zieleni rozdzielający jezdnie Trasy Zamkowej w pobliżu Bramy Królewskiej. Na dole masztu znajdują się dwie tablice, z których jedna podaje krótką historię statku, a druga najważniejsze fakty z życia „kapitana kapitanów” Konstantego Maciejewicza.

## Praktyki morskie
Pomysł dłuższych praktyk zawodowych na morzu narodził się w Liceum Morskim w Szczecinie w 1975 r., kiedy dyrekcja szkoły zmuszona brakiem miejsca dla klas jednego rocznika na statku SS „Kapitan K. Maciejewicz” zorganizowała przy pełnym poparciu Polskiej Żeglugi Morskiej roczne praktyki na statkach armatora.
Odbywali je uczniowie klas III na statkach „Chemik”, „Hutnik”, „Transportowiec”, „Stoczniowiec”, a sporadycznie również na „Kpt. Ledóchowski” i „Energetyk”. Roczne praktyki trwały przez 7 lat, by w ostatnich 3 latach istnienia LM, w związku z kryzysem w kraju, przejść na praktyki wakacyjne 3-miesięczne.
W praktykach rocznych każda klasa mustrowała na jeden statek pod opieką dwóch nauczycieli. Jeden z nich prowadził zajęcia z języka polskiego i wychowania obywatelskiego, drugi natomiast wykładał matematykę i fizykę.
Przedmioty zawodowe prowadzili członkowie załogi – oficerowie floty, a nad realizacją praktycznej nauki zawodu czuwali bosman na pokładzie i magazynier w siłowni. Przez 4 dni tygodnia uczniowie odbywali naukę szkolną, natomiast w 2 dniach przechodzili praktyczną naukę zawodu.
Była to wprawdzie bardzo droga forma praktyki, ale jakże cenna zawodowo. W wyniku tych praktyk absolwenci Liceum Morskiego otrzymywali z rąk przedstawiciela Urzędu Morskiego świadectwa młodszego motorzysty i marynarza pokładowego. Natomiast dwa ostatnie roczniki absolwentów LM takich świadectw otrzymywać nie mogły, gdyż miały zbyt krótkie praktyki morskie.
Przez 9 lat morskich praktyk uczniowie LM byli we wszystkich krajach europejskich z dostępem do morza z wyjątkiem Albanii i Bułgarii. W Afryce odwiedzili takie kraje, jak: Libia, Tunezja, Algieria, Maroko, Nigeria, Wybrzeże Kości Słoniowej, Togo, Niger, Kongo, Namibia, Egipt. W Azji zwiedzili porty w takich krajach, jak: Irak, Turcja, kraje leżące w Zatoce Perskiej oraz Indie. Z krajów Ameryki uczniowie odwiedzili niektóre porty w Stanach Zjednoczonych, Panamie, Brazylii i Argentynie. Ważną rolę w procesie wychowania patriotycznego odgrywały odwiedziny miejsc poświęconych pamięci polskich żołnierzy i marynarzy walczących w II wojnie światowej, a znajdujących się w Narwiku i jego okolicach oraz w Murmańsku.
Łącznie uczniowie odwiedzili 76 portów w 45 państwach czterech kontynentów.
Do najważniejszych faktów i wydarzeń praktykanckich rejsów szkoleniowych należy zaliczyć:
1. Rekordowy w polskiej flocie handlowej postój statku MS „Chemik” na redzie portu Lagos w Nigerii, w roku szkolnym 1975/76, który trwał 7 miesięcy i 11 dni. Później przy pomocy samolotu czarterowego IŁ-18 nastąpiła wymiana załóg i uczniów.
2. 224-dniowy rejs statkiem „Transportowiec” na trasie Gdynia – kraje Zatoki Perskiej – Bombaj, połączony z przepłynięciem kanału Sueskiego.
3. Przy okazji pobytu. w porcie włoskim Civitavecchia wycieczka do Rzymu, a w niej prywatna audiencja u papieża Jana Pawła II załóg i uczniów ze statków „Hutnik” i „Transportowiec” (l1.02.1980 r.)
4. Kolizja „Chemika” (02.02.1981 r.) w pobliżu wybrzeży duńskich z singapurskim statkiem „Bellatrix”, po której statek PŻM musiał być przeholowany do stoczni na remont.
5. Dwukrotny udział uczniów LM w Operacji „Żagiel” (1976, 1978).
6. Dwie morskie praktyki żeglarskie odbyte na żaglowcu „Pogoria” w 1981 r.

## Dane statystyczne
| Rocznik | Lata nauki | Przyjęci kandydaci | Absolwenci | Świadectwa maturalne | Świadectwa ukończenia |
| ------- | ---------- | ------------------ | ---------- | -------------------- | --------------------- |
| 1       | 1973-77    | 156                | 64         | 36                   | 28                    |
| 2       | 1974-78    |                    | 75         | 44                   | 31                    |
| 3       | 1975-79    |                    | 88         | 51                   | 37                    |
| 4       | 1976-80    | 97                 | 77         | 58                   | 19                    |
| 5       | 1977-81    |                    | 67         | 46                   | 21                    |
| 6       | 1978-82    |                    | 60         | 50                   | 10                    |
| 7       | 1979-83    |                    | 64         | 54                   | 10                    |
| 8       | 1980-84    |                    | 64         | 38                   | 26                    |
| 9       | 1981-85    |                    | 67         | 45                   | 22                    |
| Razem   | 1973-85    |                    | 626        | 422                  | 204                   |